# Рейська сільська рада
Рейська сільська рада — колишня адміністративно-територіальна одиниця та орган місцевого самоврядування у Коднянському (Солотвинському), Бердичівському районах і Бердичівській міській раді Житомирської і Бердичівської округ, Вінницької й Житомирської областей Української РСР та України з адміністративним центром у с. Рея.

## Населені пункти
Сільській раді були підпорядковані населені пункти:
- с. Рея
- с. Гвіздава

## Населення
Кількість населення ради станом на 1923 рік становила 1 302 особи, кількість дворів — 264.
Кількість населення сільської ради станом на 1924 рік становила 1 355 осіб.
Відповідно до перепису населення СРСР, станом на 17 грудня 1926 року, чисельність населення ради становила 908 осіб, з них, за статтю: чоловіків — 463, жінок — 445, етнічний склад: українців — 699, росіян — 32, євреїв — 11, поляків — 149, чехів — 3, інших — 14. Кількість господарств — 214, з них несільського типу — 27.
Відповідно до результатів перепису населення СРСР, кількість населення ради станом на 12 січня 1989 року становила 1 446 осіб.
Станом на 5 грудня 2001 року, відповідно до перепису населення України, кількість мешканців сільської ради становила 1 270 осіб.

### Мова
Розподіл населення за рідною мовою за даними перепису 2001 року:
| Мова       | Відсоток |
| ---------- | -------- |
| українська | 98,43 %  |
| російська  | 1,57 %   |

## Склад ради
Рада складалась з 16 депутатів та голови.

### Керівний склад сільської ради
| ПІБ                         | Основні відомості                                                  | Дата обрання | Дата звільнення |
| --------------------------- | ------------------------------------------------------------------ | ------------ | --------------- |
| Мосійчук Ігор Володимирович | Сільський голова , 1967 року народження, освіта                    | 26.03.2006   | 31.10.2010      |
| Мосійчук Ігор Володимирович | Сільський голова , 1967 року народження, освіта вища, безпартійний | 31.10.2010   |                 |

Примітка: таблиця складена за даними джерела

## Історія
Створена 1923 року в складі сіл Гвоздава та Рея Солотвинської волості Житомирського повіту Волинської губернії. У 1926 році у с. Гвоздава утворено окрему Гвоздавську польську національну сільську раду. Станом на 17 грудня 1926 року в підпорядкуванні значилися радгосп Рея та залізнична станція Рея.
Станом на 1 вересня 1946 року входила до складу Бердичівського району Житомирської області, на обліку в раді перебували с. Рея та сел. зал. ст. Рея.
11 серпня 1954 року, відповідно до указу Президії Верховної ради Української РСР «Про укрупнення сільських рад по Житомирській області», до складу ради включено с. Гвоздава (Гвіздава) ліквідованої Гвоздавської сільської ради. 29 червня 1960 року, відповідно до рішення Житомирського облвиконкому № 683 «Про об'єднання деяких населених пунктів в районах області», сел. зал. ст. Рея об'єднане із с. Рея.
На 1 січня 1972 року сільська рада входила до складу Бердичівського району Житомирської області, на обліку в раді перебували села Гвіздава та Рея.
Ліквідована 3 січня 2019 року через об'єднання до складу Гришковецької селищної територіальної громади Бердичівського району Житомирської області.
Входила до складу Коднянського (Солотвинського, 7.03.1923 р.), Бердичівського (17.06.1925 р., 28.06.1939 р.) районів та Бердичівської міської ради (15.09.1930 р.).